# Пижик довгодзьобий
Пижик довгодзьобий (Brachyramphus marmoratus) — невеликий морський птах родини алькових (Alcidae), поширений на півночі Тихого океану. Гніздиться в перестійних лісах або на землі на півночі ареалу, де великі дерева не ростуть. Через звичку гніздитися на деревах, це був один з останніх північноамериканських птахів, чиї гнізда було описано. Зараз популяція значно скоротилася через інтенсивну лісозаготівлю, що ведеться з другої половини 19 століття. Це скорочення чисельності зробило птаха одним із символів природоохоронного руху.